# August von Hanow
August von Hanow, auch August von Hanau (* 10. August 1591 in Greifenberg in Pommern; † 24. August 1661 in Gamig), war ein deutscher Offizier. Er stieg bis zum Generalfeldwachtmeister in kursächsischen und kaiserlichen Diensten auf, zuletzt war er Oberhauptmann in Thüringen.

## Leben
August von Hanow entstammte der nicht bedeutenden pommerschen adligen Familie von Hanow. Er verlor früh seinen Vater, namens Dionysius oder Faustinus von Hanow, der Bürgermeister in Greifenberg in Pommern war. August von Hanow diente als Jugendlicher an mehreren Höfen in Norddeutschland und Dänemark als Page. Von seiner Familie hatte er die Güter Schmelzdorf und Lasbeck in Pommern geerbt.
Er wurde 1616 Soldat, wobei er im Dreißigjährigen Krieg zunächst häufig seinen Kriegsherren wechselte. Er war nacheinander in braunschweigischen, kursächsischen, badischen und spanischen (1625 unter Wolfgang von Mansfeld) Diensten. Ab 1632 war er wieder in kursächsischen Diensten, wo er 1635 zum Oberst aufstieg. Er nahm an der Schlacht bei Wittstock (1636) teil, in der er ein Reiterregiment kommandierte und schwer verwundet wurde. Nach Rückgewinnung der Stadt Görlitz von den Schweden 1641 wurde er Generalfeldwachtmeister über die Kavallerie. Von 1642 bis 1645 war er in schwedischer Kriegsgefangenschaft. Von 1645 bis 1647 kommandierte er drei Regimenter, die der Kurfürst von Sachsen dem Kaiser überließ. Mit diesen war erst in der Oberpfalz, dann in Schlesien unter dem Oberbefehl Montecuccolis im Einsatz.
1647 wurde er vom sächsischen Kurfürsten zurückberufen und zum Oberhauptmann in Thüringen. August von Hanow starb 1661 auf dem Gut Gamig bei Pirna, das er für sich erworben hatte.
Während einer Stationierung im Fürstentum Anhalt im Jahre 1635 wurde er in die Fruchtbringende Gesellschaft aufgenommen. Er erhielt den Gesellschaftsnamen Der Glänzende und als Gesellschaftspflanze Orientalischer Hiacint sowie als Gesellschaftsmotto In Himmels Farbe zugewiesen.

Unterschrift der Tochter Johanna Magdalena Gräfin von Hofkirchen gebohrne von Hanau nebst Ehemann Wolf Lorenz, 1671

August von Hanow heiratete am 16. Januar 1642 in Görlitz Maria Brand von Lindau aus dem Hause Wiesenburg, der Tochter von Benno Friedrich Brand von Lindau. Aus der Ehe gingen ein Sohn und drei Töchter hervor, von denen ihn aber nur die jüngste Tochter Johanna Magdalena überlebte.